# Beskidek (Pasmo Równicy)
Beskidek (664 m) – przełęcz w Beskidzie Śląskim w Paśmie Równicy, pomiędzy szczytami Beskidka (700 m) i Orłowej (813 m). Zachodnie stoki przełęczy opadają ku dolinie potoku Sucha Dobka, wschodnie do doliny potoku Wielki Suchy. Przez przełęcz biegnie granica między miejscowościami Ustroń i Brenna. Rejon przełęczy porasta las.

## Szlaki turystyczne
Schronisko PTTK na Równicy – Beskidek – Przełęcz Beskidek – Orłowa – Świniarka – Zakrzosek – Trzy Kopce Wiślańskie. Odległość 8 km, suma podejść 280 m, czas przejścia 2:25 godz., z powrotem 2:35 godz.
 przełęcz Beskidek – Orłowa – Brenna – Stary Groń. Odległość 3,8 km, suma podejść 410 m, czas przejścia 45 min, z powrotem 1:50 godz.
 Ustroń – przełęcz Beskidek. Odległość 4 km, suma podejść 360 m, czas przejścia 1:30 godz., z powrotem 50 min.

## Przypisy

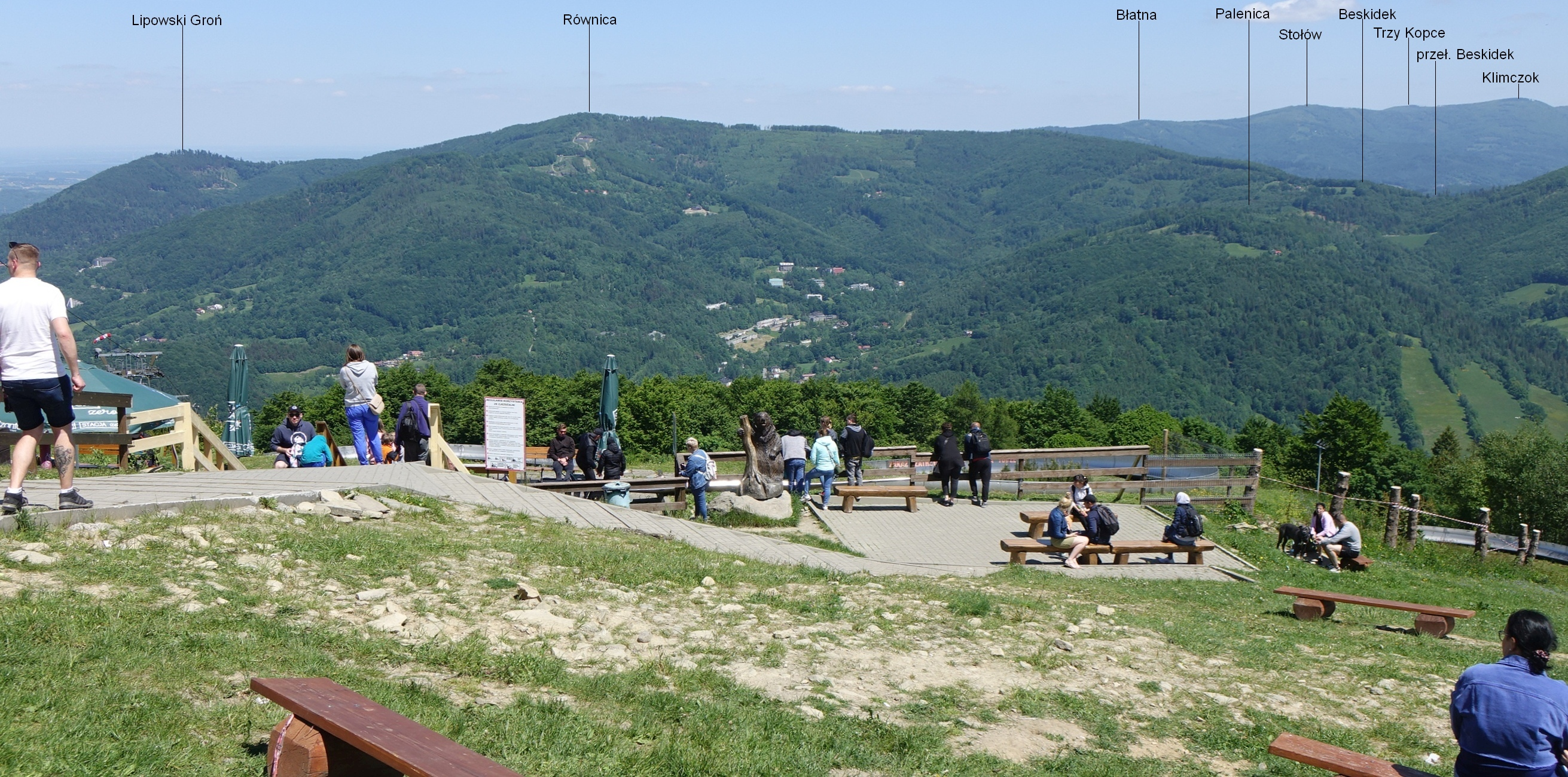
Położenie przełęczy w Paśmie Równicy